# Кабакташский
Кабакташский (также Коперлюм, Коперлюч, Отузка, Биюк-Узень; укр. Кабактаський, крымскотат. Qabaq Taş, Къабакъ Таш) — ручей на юго-восточном берегу Крыма, левая составляющая реки Отузки. Находится на территории городского округа Феодосия. Длина водотока 9,1 километра, площадь водосборного бассейна — 23,0 км², среднемноголетний сток в устье составляет 0,002 м³/с. Относится к группе самых селеопасных рек юго-восточного склона Крымских гор.

## Название
Август Олиферов связывает название реки Кабакташский (кабак — тыква, таш — камень) с селеопасностью: при паводках по руслу перемещаются камни размером с тыкву, либо со скалой, похожей на тыкву в верховье ручья; название Коперлюм означает «пениться», что также свидетельствует о бурных паводках.
Название Отузка, наряду с «Кабакташская», (как основная река с притоком Монастырский ручей) применялось в труде Николая Рухлова «Обзор речных долин горной части Крыма» 1915 года встречается на некоторых картах. На военно-топографической карте 1987 года река подписана, как Биюк-Узень (при этом собственно Отузка — Кучук-Узень.

## География
Исток ручья — выходы грунтовых вод из под речных наносов, у Рухлова названные «источник Калай-эли-Чокрак», течёт Кабакташский общим направлением на юго-восток; согласно справочнику «Поверхностные водные объекты Крыма», у ручья 2 безымянных притока, среднемноголетний сток, на гидропосте Щебетовка, составляет 0,020 м³/с (по другим данным 0,012 м³/с).
Кабакташский ручей, сливаясь в Щебетовке, на высоте 79 м над уровнем моря с Монастырским ручьём, образует реку Отузку, водоохранная зона ручья установлена в 50 м.